# Província de Mato Grosso
A Província de Mato Grosso foi uma província do Reino Unido de Portugal, Brasil e Algarves, e posteriormente do Império do Brasil, tendo sido criada em 28 de fevereiro de 1821 a partir da Capitania de Mato Grosso.